# Mouchoir Rouge
Mouchoir Rouge är en ö i Mauritius.   Den ligger i distriktet Grand Port, i den sydvästra delen av landet, 30 km sydost om huvudstaden Port Louis.